# Meseta del lago Strobel
La Meseta del Lago Strobel es una meseta basáltica, que forma parte de la vasta meseta árida de la Patagonia extrandina. Se ubica  al pie de la cordillera de los Andes, aproximadamente en el centro del Departamento Río Chico, en el centro-oeste de la Provincia de Santa Cruz. La localidad más cercanas es Gobernador Gregores. 
Al centro de esta meseta se encuentra el lago Strobel. Se ubica en unas de las zonas más remotas y menos pobladas en toda la Argentina. Su superficie aproximada es de 2.600 km², en donde se cuentan cientos de lagos, estanques y lagunas, dulces o salados, que son el hábitat de gran diversidad de aves. El tamaño de estos cuerpos de agua puede oscilar entre 0,5 y 700 hectáreas. Ubicado en la estepa desértica patagónica, el clima en la región es seco, extremadamente ventoso y muy frío. 
El nombre de la meseta recuerda al misionero jesuita Matías Strobel, que misionó en el norte de la Patagonia a mediados del siglo XVIII.  Pero también en la Patagonia Austral, en una expedición que comenzó en el año 1745, Strobel junto con otros dos jesuitas, José Cardiel y José Quiroga, desde la Bahía de San Julián se internan 120 kilómetros al oeste, en territorio de la actual provincia de Santa Cruz, convirtiéndose en los primeros exploradores europeos en el interior del continente en esas latitudes de la Patagonia austral. Otros dos lagos cercanos al Strobel recuerdan a aquellos otros dos jesuitas, los lagos Cardiel y Quiroga.
- Datos: Q3306831